# Люньє (Юра)
Люньє (фр. Lugnez) — громада  в Швейцарії в кантоні Юра, округ Порантрюї.

## Географія
Громада розташована на відстані близько 70 км на північний захід від Берна, 23 км на північний захід від Делемона.
Люньє має площу 5,1 км², з яких на 6,1% дозволяється будівництво (житлове та будівництво доріг), 59,2% використовуються в сільськогосподарських цілях, 34,6% зайнято лісами, 0,2% не є продуктивними (річки, льодовики або гори).

## Демографія
2019 року в громаді мешкало 182 особи (-10,8% порівняно з 2010 роком), іноземців було 4,4%. Густота населення становила 36 осіб/км².
За віковим діапазоном населення розподілялося таким чином: 19,2% — особи молодші 20 років, 57,1% — особи у віці 20—64 років, 23,6% — особи у віці 65 років та старші. Було 81 помешкань (у середньому 2,2 особи в помешканні).
Із загальної кількості 51 працюючого 18 було зайнятих в первинному секторі, 22 — в обробній промисловості, 11 — в галузі послуг.